# Dead Nation
Dead Nation est un jeu vidéo d'action de type shoot them up développé par Housemarque et édité par Sony Computer Entertainment. Le jeu est disponible uniquement en téléchargement sur la plate-forme PlayStation Network depuis fin 2010 sur PlayStation 3.
Une version intitulée Dead Nation: Apocalypse Edition est sortie sur PlayStation 4 en mars 2014 ainsi que sur PlayStation Vita en avril 2014.

## Synopsis
L'action de Dead Nation se passe dans un monde en proie à une épidémie dévastatrice qui a fait basculer une grande majorité des habitants en zombies. Le joueur peut choisir d'incarner un homme (Jack Mc Ready) ou une femme (Scarlett Blake), épargnés par ce virus, et qui vont chercher à s'enfuir de cet enfer.

## Système de jeu
Il est possible de jouer à un joueur (en partie Solo) ou à deux joueurs, en local ou via internet. Quel que soit le cas, il est possible de démarrer le mode principal, la campagne, qui consiste à parcourir les dix niveaux en essayant d’atteindre le score le plus élevé. On peut aussi choisir de parcourir un niveau unique (mode mission) à condition qu’il ait été débloqué préalablement (en l’ayant atteint en mode campagne).
Il existe cinq niveaux de difficulté que l’on peut choisir dans chaque mode (par ordre croissant du plus facile au plus dur) : Coma, Normal, Sinistre, Morbide, Mort-vivant. Plus le niveau est élevé, plus les points que l’on gagne sont importants.
Le personnage se déplace via le stick analogique gauche, et vise avec le stick droit. L’arme active est sélectionnable avec les touches Gauche et Droite de la croix directionnelle, et l’arme secondaire avec Haut ou Bas. En plus du bouton de tir (qu’il est possible de charger avec le fusil à visée laser, arme par défaut), le joueur peut choisir de fuir en sprintant un court instant, ou d’utiliser son arme au corps à corps pour se défaire de zombies qui l’ont acculé.
Dans le déroulement du jeu, les personnages progressent dans un milieu urbain et doivent affronter des hordes de zombies. Chaque niveau étant divisé en plusieurs phases, il existe avant chacune d’entre elles un magasin qui permet d’acheter des armes diverses et d’équiper divers équipements que l’on peut découvrir dans des coffres disséminés dans l’environnement. De plus, le joueur amasse de l’argent et augmente un coefficient multiplicateur à chaque ennemi abattu ou en ouvrant des coffres. Ainsi, l’exploration des moindres recoins des niveaux est utile pour récupérer tous les trésors disséminés. Durant la progression, de nombreuses voitures étant laissées à l’abandon, il est possible de les piller, les détruire et d’attirer les zombies vers elles lorsqu’elles sont équipées d’alarme (en tirant dessus pour la déclencher). Il y a également des distributeurs de boissons dans lesquels se trouvent des trousses de soin (ceux-ci peuvent néanmoins être détruits par les zombies).
Le coefficient multiplicateur baisse quand le personnage est touché (de façon plus importante pour les niveaux de difficultés plus élevés), et retombe à zéro si le personnage est tué. Le principal intérêt consiste à augmenter ce coefficient au maximum pour avoir le score le plus important que possible, et ainsi figurer en bonne position des classements disponibles sur les serveurs du jeu (accessibles dans le menu principal). Pour atteindre des scores élevés, il faudra donc se faire toucher un minimum de fois, tuer le plus de zombies possibles et ouvrir les petits coffres lorsqu'ils sont illuminés en rouge (si le joueur les ouvre alors qu'ils sont illuminés en jaune, c'est de l'argent qui sera reçu).